# Top-One – Promo CD (album 2011)
Top-One - Promo CD – album kompilacyjny zespołu Top One wydany w 2011 roku.

## Opis
Album zawiera największe przeboje zespołu Top One w nowych aranżacjach wykonanych w 2011 roku oraz zawiera jeden utwór premierowy – "Halo to ja", do którego muzykę i słowa napisał Dalil Miszczak.

## Lista utworów
1. "Halo to ja" (sł. i muz. Dalil Miszczak) – 4:08
2. "Puerto Rico" (2011) (sł. Jan Krynicz, muz. Paweł Kucharski) – 3:52
3. "Wróć Yesterday" (2011) (sł. Jan Krynicz, muz. Paweł Kucharski) – 4:25
4. "Fred Kruger" (2011) (sł. Jan Krynicz, muz. Maciej Jamróz) – 3:52
5. "Granica" (2011) (sł. i muz. Twórcy ludowi) – 3:59
6. "Santa Maria" (2011) (sł. i muz. Twórcy ludowi) – 3:39
7. "Miła moja" (2011) (sł. i muz. Twórcy ludowi) – 3:47
8. "Top One Mix" (2011) – 20:11